# Lilah Richcreek Estrada
Lilah Richcreek Estrada, född 26 juli 1989 i Los Angeles County, Kalifornien, är en amerikansk skådespelare.
Richcreek Estrada har bland annat medverkat i TV-serien Chicago Med där hon under några säsonger spelat Dr. Nellie Cuevas. Hon har även medverkat i TV-serien A Man on the Inside där hon spelar, privatdetektiven Julie, en av huvudrollerna.

## Filmografi (i urval)
- 2022–2024 – Chicago Med (TV-serie)
- 2024 – A Man on the Inside (TV-serie)